# Халле-Вилворде
Халле-Вилворде (нидерл. Arrondissement Halle-Vilvoorde, фр. Arrondissement administratif de Hal-Vilvorde) — административный округ, объединяющий 35 коммун в западной части провинции Фламандский Брабант, Фландрия, кор-во Бельгия. Практически со всех сторон он окружает Брюссельский столичный округ (только район Тервюрен является частью Лёвенского округа). Официальный язык во всех коммунах округа Халле-Вилворде — нидерландский (с 1963 года), однако в 7 из них имеются языковые льготы для франкофонов. В последние годы, в связи с процессами галлизации и субурбанизации Брюсселя, всё большее количество франкофонов переселяется в коммуны Халле-Виворде. Во франкоязычной прессе близкие Брюсселю коммуны Халле-Вилворде, а также Тервюрен называют общим названием Брюссельская периферия. Доля франкофонов варьирует от коммуны к коммуне в пределах от 5 % до 85 %, но она имеет тенденцию к постепенному росту.

## Данные
Площадь округа — 942,93 км², население 593 455 жителей (2010). Халле-Вилворде — это административно-географическое понятие. Вместе с 19 двуязычными коммунами Брюсселя, он входит в состав судебно-избирательного округа Брюссель-Халле-Вилворде. При этом, при подсчёте результатов выборов 35 коммун обычно Халле-Вилворде обычно группируют по географическому признаку в 5 кантонов.